# احضار ۲
احضار ۲ یا تسخیر ۲ (به انگلیسی: The Conjuring 2) یک فیلم در ژانر فراطبیعی ترسناک، محصول سال ۲۰۱۶ آمریکا به کارگردانی جیمز وان است. این فیلم دنبالهٔ فیلم ترسناک احضار می‌باشد که در ۱۹ ژوئیه ۲۰۱۳ اکران شده بود. پاتریک ویلسون و ویرا فارمیگا یکبار دیگر نقش دو متخصص مسائل ناشناخته به نام‌های اِد و لورِن وارن (بر اساس واقعیتی نقل شده از همین زوج) را ایفا می‌کنند. احضار ۲ در تاریخ ۱۰ ژوئن ۲۰۱۶ توسط برادران وارنر اکران شد.
دنباله فیلم با عنوان احضار: شیطان مرا وادار کرد در ژوئن سال ۲۰۲۱ میلادی اکران شد.

## داستان
در شمال لندن، یک مادر به تنهایی ۴ فرزندش را در خانه‌ای بزرگ می‌کند که توسط ارواح خبیث محاصره شده‌است. حال لورین و اِد وارن تصمیم گرفته‌اند به کمک او بروند. اد و لورن به کمک این خانواده می‌روند قبل این اتفاقات لورن خوابی می‌بیند که راهبه ای ناشناس او را می‌تراسند و اد را می‌کشد. سپس فیلم به لندن به سال 1977 باز می‌گردد جایی که یک خانواده با 4 فرزندش در آن زندگی می‌کنند جنت دختر کوچک خانواده با برگه‌ایچی که مخصوص احضار روح است بازی می‌کند اینکار باعث می‌شود بیل ویلکینز صاحب قبلی خانه که مرده‌است احضار شود و باعث اذیت خانواده گردد . روح او در بدن دختر نفوذ کرده و قصد بیرون کردن آن‌ها از خانه را دارد پس از ترس ایجاد شده آنها با پلیس اطلاع می‌دهند که پلیس با شرایط ماورطبیعه  برخورد می‌کند و به آن‌ها پیشنهاد می‌دهند از کلیسا کمک بگیرند سپس کار به برنامه تلویزیونی می‌کشد و روح بیل در جلوی دوربین در بدن جنت نفوذ که و خود را نشان می‌دهد . در ابتدا برخی کارشناسان فکر میکنند که خانواده در حال فریبکاری است. نوار به دست کلیسا در آمریکا میرسد و کلیسا از اد و لورن میخواد که چند روز آنجا بروند و مسائل را بررسی کنند در حال اقامت آنها بیل دوباره در بدن جنت نفوذ کرده و صحبتهایی را میکند ولی وقتی اد به وی صلیب نشان میدهد روح فرار میکند اوضاع کمی برای اد و لورن مشکوک است تا جایی که دوربین مخفی کارگذاشته در آشپزخانه نشان میدهد که جنت در حال آماده سازی چیزهایی است که باعث ترس دیگران شود دیدن این فیلم اد و لورن را متقاعد میکند که آنها دروغ میگوند و بر میگردند در حال برگشت اد مشکوک میشود و صداهای بیل را  با لورن بطور همزمان گوش میکنند و پیامی را از وی متوجه میشوند ناگهان لورن به دنیای بیل رفته و متوجه میشود روح بیل آلت دست یک دیو شده که خود را شبیه راهبه در آورده و ناگهان به خانه  برمیگرند موقع بازگشت میبیند که جنت در حال خودکشی است اد خود را به او رسانده و ولی هم زمان هردور در حال سقوط قرار میگیرند لورن بیاد می آورد که دیو قبلا در رویا نام خود را به او گفته ناگهان به یاد انجیلش می افتد و اسم او را مبیند سپس خود را به محل اد و جنت رسانده و با گفتن نام مسیح ، خدا و اسم دیو  ، دیو را نفرین کرده  تا به جهنم باز گردد بعد از آن لورن میتواند همسر  خود و جنت را نجات دهد بر اساس داستان واقعی 
کسی میدونه عروسک را چگونه تسخیر کرد

## دنباله
فیلم احضار ۲ فروش ۳۲۰ میلیون دلاری موفقی داشت. به‌همین جهت نسخه جدید فیلم احضار قرار شد تولید شود و نسخه سوم این فیلم، براساس یکی از کتاب‌های اد وارن روایت شد، که این فیلم در سال ۲۰۲۱ اکران شد. وظیفه نوشتن فیلم‌نامه بر عهدهٔ دیوید لزلی جانسون یکی از نویسندگان احضار ۲ بود.